# Pokój w Wenecji
Pokój w Wenecji –zawarty 1 sierpnia 1177 r. po ostatniej, szóstej wyprawie Fryderyka I Barbarossy na Włochy. Został podpisany w następstwie klęski Fryderyka I pod Legano 29 maja 1176 r., gdzie został rozgromiony przez piechotę mediolańską, oraz oddziały sprzymierzone. Na mocy tego pokoju Fryderyk I uznał Aleksandra III za legalnego papieża, uznał jego suwerenność, zrezygnował z popierania antypapieża Kaliksta III oraz prawa do interwencji cesarza przy wyborze papieża, uznał integralność państwa kościelnego, obiecał wycofać swych funkcjonariuszy z państwa kościelnego oraz uznać za własność papiestwa odkupione przez Aleksandra III od Welfa VI księcia Spoletto, dobra po Matyldzie toskańskiej. Zawarł również 6-letni pokój z miastami lombardzkimi.